# روپایی

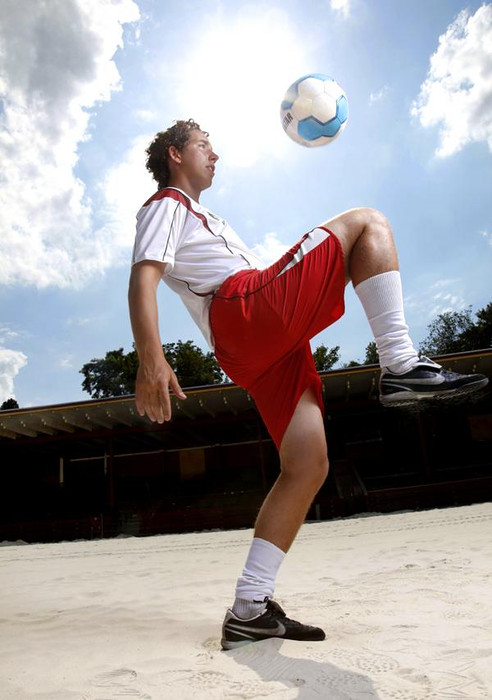
یک بازیکن فوتبال در حال روپایی زدن

روپایی (انگلیسی: Keepie uppie)، مهارتِ تردستی با توپ فوتبال با استفاده از پاها، زانوها، سینه، شانه‌ها و سر است بدون اجازه دادن به توپ که به زمین بخورد.